# Монкиеро
Монкиѐро (на италиански: Monchiero; на пиемонтски: Muncé, Мунче) е село и община в Северна Италия, провинция Кунео, регион Пиемонт. Разположено е на 235 m надморска височина. Населението на общината е 574 души (към 2010 г.).